# Frame (telecomunicazioni)
Nelle reti di computer e nelle telecomunicazioni, un frame (anche detto data frame) è un'unità di trasmissione di dati digitali. Nei sistemi a commutazione di pacchetto, un frame è un semplice contenitore per un singolo pacchetto di rete. In altri sistemi di telecomunicazione, un frame è una struttura ripetitiva che supporta il time-division multiplexing.
Un frame include tipicamente caratteristiche di sincronizzazione del frame costituite da una sequenza di bit o simboli che indicano al ricevitore l'inizio e la fine dei dati del payload all'interno del flusso di simboli o bit che riceve. Se un ricevitore è connesso al sistema durante la trasmissione dei frame, ignora i dati finché non rileva una nuova sequenza di sincronizzazione dei frame.

## Commutazione di pacchetti
Nel modello OSI di rete di computer, un frame è l'unità di dati del protocollo a livello di collegamento dati. I frame sono il risultato del livello finale di incapsulamento prima che i dati vengano trasmessi attraverso il livello fisico. Un frame è "l'unità di trasmissione in un protocollo a livello di collegamento e consiste in un'intestazione del livello di collegamento seguita da un pacchetto". Ogni frame è separato dal successivo da un gap interframe. Un frame è una serie di bit generalmente composta da bit di sincronizzazione del frame, il payload del pacchetto e una sequenza di controllo del frame. Esempi sono frame Ethernet, frame PPP (Point-to-Point Protocol), frame Fibre Channel e frame modem V.42.
Spesso, i frame di diverse dimensioni sono annidati l'uno dentro l'altro. Ad esempio, quando si utilizza il protocollo PPP (Point-to-Point Protocol) su una comunicazione seriale asincrona, gli otto bit di ogni singolo byte sono preceduti e seguiti dai bit di inizio e di fine, i byte di dati del payload in un pacchetto di rete sono preceduti dal header e footer e diversi pacchetti possono essere concatenati con ottetti di confine del frame.

## Time-division multiplex
Nelle telecomunicazioni, in particolare nelle varianti time-division multiplex (TDM) e time-division multiple access (TDMA), un frame è un blocco di dati ripetuto ciclicamente costituito da un numero fisso di slot temporali, uno per ogni canale TDM logico o trasmettitore TDMA. In questo contesto, un frame è tipicamente un'entità a livello fisico. Esempi di applicazioni TDM sono SONET/SDH e il canale B a commutazione di circuito ISDN, mentre gli esempi TDMA sono dati a commutazione di circuito utilizzati nei primi servizi voce cellulari. Il frame è anche un'entità per il duplex a divisione di tempo, in cui il terminale mobile può trasmettere durante alcuni intervalli di tempo e ricevere durante altri.